# Valeria Andrews
Valeria Andrews é uma atriz e modelo dos Estados Unidos.

## Filmografia
- Behind the Mask of Zorro (2005)
- Sister Act 2: Back in the Habit (1993)